# Стаунтония шестилистная
Стаунтония шестилистная (лат. Stauntonia hexaphylla) — вид двудольных растений входящий в род Стаунтония (Stauntonia) семейства Лардизабаловые (Lardizabalaceae).
В природе ареал вида охватывает центральные районы Китая, Корею и Японию.

## Ботаническое описание
Вечнозелёный вьющийся кустарник, с голыми, гладкими, коричнево-зелёными, ветвями со слабым налётом.
Листочки в числе 5—6, длиной около 6—10 см, шириной 3—5,5 см, на конце внезапно оттянутые.
Соцветия 2—4-цветковые, на цветоножках длиной 3—4 см. Цветки беловато-фиолетовые, диаметром около 2 см. Тычинки сросшиеся.
Плод открывающийся, фиолетово-пурпурный, длиной около 6 см и диаметром 4 см, съедобный.
Цветение в апреле. Плодоношение в июле — августе.
|                        |  |  |
| Листья, цветки и плоды |  |  |